# NSC-68
NSC-68 är rapport som skrevs mellan februari och april 1950 av Paul Nitze, chefen för Policy Planning Staff vid USA:s utrikesdepartement, och presenterades för USA:s nationella säkerhetsråd den 14 april 1950, under Harry S. Trumans ämbetstid som USA:s president. 
Rapporten, som från början var hemligstämplad, skrevs strax efter beslutet att utveckla en vätebomb och offentliggjordes först 1977. Den har blivit ett av de klassiska historiska dokumenten från kalla kriget.

## Bakgrund
Dokumentet kan sägas ha varit en utvidgning av idéer framlagda av George F. Kennan i hans "långa telegram" (1946) och X-artikeln (1947), men det var mer drastiskt i beskrivningen av Sovjetunionen som ett hot, med formuleringar som "Kremls plan för världsherravälde", och rekommenderade till skillnad från Kennan amerikansk militär upprustning. Det "porträtterade Sovjetunionen i det mest aggressiva ljus som var möjligt och uppmanade till massiv amerikansk upprustning", för att citera historikern Michael J. Hogan. "Kanske mer än något annat dokument från den tiden, kan NSC-68 sägas vara den nationella säkerhetspolitikens bibel och den fullkomliga utsagan för den nya ideologin som vägledde amerikanska ledare."
Rapporten argumenterade för att Sovjetunionen hade en systematisk strategi med målet att sprida kommunismen över hela världen, och den rekommenderade USA:s federala statsmakt att tillämpa en uppdämningspolitik för att hindra ytterligare spridning av kommunismen. NSC-68 skulle forma USA:s handlande de följande 20 åren och har senare kallats en "blåkopia" för kalla kriget.
NSC-68 reflekterade Paul Nitzes och utrikesministern Dean Achesons önskan om större anslag till militären. Många inom Trumanadministrationen motsatte sig bland annat påstående om att Sovjet tog in på USA:s försprång och hävdade att klyftan snarare ökade och att USA var överlägsen Sovjet inom alla grenar av militären. Även Kennan kritiserade rapporten. Till en början var president Truman motståndare, men den 25 juni när Nordkorea gick över den 38:e breddgraden och Koreakriget började hamnade frågan i nytt ljus. Få amerikaner tvivlade på att Nordkoreas attack kom efter order från Sovjet (senare har det framkommit att nordkoreanerna handlade med stöd från Stalin, men att det var Kim Il Sung som ville anfalla och att han till slut fick Stalins stöd på villkor att det måste bli en snabb och enkel seger, att även Kina godkände planen och att det inte fick finnas någon sannolikhet att USA skulle ingripa).
Truman skrev under NSC-68 30 september 1950, men då hade det massiva upprustningsprogrammet redan börjat.